# Kráľovce-Krnišov
Kráľovce-Krnišov – wieś (obec) na Słowacji położona w kraju bańskobystrzyckim, w powiecie Krupina. Pierwsze wzmianki o miejscowości pochodzą z roku 1329.
Według danych z dnia 31 grudnia 2012, wieś zamieszkiwało 190 osób, w tym 106 kobiet i 84 mężczyzn.
W 2001 roku pod względem narodowości i przynależności etnicznej miejscowość zamieszkiwali wyłącznie Słowacy.
Ze względu na wyznawaną religię struktura mieszkańców kształtowała się w 2001 roku następująco:
- Katolicy rzymscy – 36,98%
- Ewangelicy – 57,81%
- Ateiści – 4,17%